# Ђурђевац (замак)
Ђурђевац је утврђени град у горњој Подравини (Хрватска), око којег се развило истоимено насеље.

## Историја
Град је у 14. веку подигао хрватски бан Микац. Од оснивања града Ђурђевац је био седиште властелинства Продавића, а касниј власништво браће Таловац, затим грофова Цељских, Ернушта Чаковачког и Петра Кеглевића од кога га је одузео краљ Фердинанд I јануара 1546. и у њега поставио крајишку посаду од 200 до 300 војника. Град Ђурђевац је довршен 1550. са полигоналном основом, утврђен за одбрану са свих страна; пред улазом подигнута је кула са пушкарницама, а испред њега изграђен је бедем у облику троугла са две куле за одбрану спољног улаза, до којег је водио пут из насеља изграђеног на оточићу у реци Драви. Град је био опасан ровом испуњеним водом.

### У војној крајини
Ђурђевац је заједно са Копривницом бранио горњу Подравину од Турака. Покушај пожешког санџакбега да 1552. заузме Ђаковац био је без успеха, а 30. новембра 1558. Крсто Унгнад и Вид Халек разбили су код Ђурђевца јачи турски одред који се враћао са пљачкашког похода до Копривнице и ослободили засужњено робље. Од 1575. до 1586. посада Ђурђевца одбила је више турских напада. Ђурђевац је био седиште ђурђевачке наткапетаније све док 1871. није укинута Вараждинска војна крајина.